# Gonzalo Aguirre Ramírez
Gonzalo Aguirre Ramírez (Montevidéu, 25 de janeiro de 1940 – 27 de abril de 2021) foi um advogado e político uruguaio, que serviu como vice-presidente do Uruguai entre 1990 e 1995. Também foi senador da República no período de 2005 a 2010.
Ramírez morreu em 27 de abril de 2021, aos 81 anos de idade.